# Maffeiplatz (metropolitana di Norimberga)
La stazione di Maffeiplatz è una stazione della metropolitana di Norimberga, servita dalla linea U1.

## Storia
La stazione di Maffeiplatz venne attivata il 23 settembre 1975, come parte della tratta da Frankenstraße a Aufseßplatz.